# Да преодолееш вината
Да преодолееш вината (на испански: Vencer la culpa) е мексиканска теленовела, създадена от Педро Армандо Родригес и Херардо Перес Серменьо, режисирана от Бенхамин Кан и Фернандо Несме и продуцирана от Роси Окампо за ТелевисаУнивисион през 2023 г., която е петата теленовела от франчайза Да преодолееш. Историята разглежда проблема с вината във всяка ситуация и изчезването на жени.
В главните роли са Клаудия Мартин, Габриела де ла Гарса, Мария Сорте, Карлос Феро, Матиас Новоа, Хуан Карлос Барето и Ромина Поса, а в отрицателните роли са Габриел Сото, Ингрид Марц, Роберто Байестерос и Сачи Тамаширо. Специално участие вземат Моника Айос, Паулина Тревиньо, Пабло Перони, Айди Навара и първите актьори Елена Рохо и Луис Гатика.

## Сюжет
Четири жени, Мануела, Аманда, Палома и Янели, откриват, че съдбите им се преплитат, когато Дулсе, млада жена, която едва познават, мистериозно изчезва. Имайки съмнения, че брат ѝ е замесен в изчезването на Дулсе, Янели решава да разследва, срещайки Мануела, Палома и Аманда по пътя. Тяхното търсене им помага да изградят силно приятелство, което им помага да преодолеят собствената си вина

## Актьори
- Клаудия Мартин – Палома
- Габриела де ла Гарса – Мануела
- Мария Сорте – Аманда
- Ромина Поса – Янели Серано Лопес
- Габриел Сото – Леандро
- Матиас Новоа – Пабло
- Карлос Феро – Франко
- Хуан Карлос Барето – Енрике
- Елена Рохо – Анхелес
- Роберто Байестерос – Еверардо
- Ингрид Марц – Кармина
- Луис Гатика – Октавио
- Мануела Имас – Лорена
- Моника Айос – Адела
- Пабло Перони – Рики
- Сачи Тамаширо – Сусана
- Айди Навара – Нанси
- Паулина Тревиньо – Тамара
- Сами Шулунд – Хулиета
- Хесуса Очоа – Дулсе
- Дейкарди Диас – Хенаро
- Фатима Никол – Суси
- Астрид Ромо – Вики
- Мариана Кабрера – Толита
- Хосе Анхел Бичир – Николас
- Педро Мира – Давид
- Ектор Салас – Паблито
- Игнасио Тахан – Валтер
- Максимилиано Урибе – Луис Фелипе
- Икер Валин – Анди
- Сантяго Белтран – Валентино
- Исабела Васкес – Ева
- Чеко Перескуадра – Иниго
- Ариадне Диас – Хулия Миранда Чавес
- Беатрис Морено – Ефихения Крус
- Бенг Сенг – Марко Ариспе

## Премиера
Премиерата на Да преодолееш вината е на 26 юни 2023 г. по Las Estrellas. Последният 80 епизод е излъчен на 13 октомври 2023 г.
| Година | Излъчване              | Брой епизоди | Премиера    | Премиера         | Финал            | Финал            |
| Година | Излъчване              | Брой епизоди | Дата        | Рейтинг (в млн.) | Дата             | Рейтинг (в млн.) |
| ------ | ---------------------- | ------------ | ----------- | ---------------- | ---------------- | ---------------- |
| 2023   | понеделник-петък 20:30 | 80           | 26 юни 2023 | 2.8              | 13 октомври 2023 |                  |

## Продукция
През октомври 2022 г. Роси Окампо обявява, че се разработва петата теленовела от франчайза Да преодолееш. На 4 ноември 2022 г. е обявено, че Да преодолееш вината е официалното заглавие на теленовелата. В края на март и началото на април 2023 г. Окампо разкрива актьорския състав и героите чрез акаунтите си в социалните медии. Записите на теленовелата започват на 14 април 2023 г.